# Absolution (musikalbum)
Absolution är Muse tredje musikalbum. Det släpptes 2003.

## Låtlista
1. Intro
2. Apocalypse Please
3. Time is Running Out
4. Sing for Absolution
5. Stockholm Syndrome
6. Falling Away with You
7. Interlude
8. Hysteria
9. Blackout
10. Butterflies and Hurricanes
11. The Small Print
12. Endlessly
13. Thoughts of a Dying Atheist
14. Ruled by Secrecy

Som bonuslåt på den japanska utgåvan fanns även låten Fury.